# Петров, Василий Александрович (полный кавалер ордена Славы)
Василий Александрович Петров (09.01.1922 — 12.04.1991) — сапёр 246-го гвардейского стрелкового полка (82-я гварде́йская стрелко́вая Запорожская Краснознамённая ордена Богдана Хмельницкого диви́зия, 8-я гвардейская армия, 1-й Белорусский фронт), гвардии младший сержант, участник Великой Отечественной войны, кавалер ордена Славы трёх степеней.

## Биография
иРодился 9 января 1922 года в селе Свиново, ныне Старицкого района Тверской области, в семье рабочего. Русский.
Окончил 6 классов в 1936 году. Работал маляром в горжилуправлении г. Старица (ныне Тверской области).
В июле 1941 года был призван в Красную армию Старицким райвоенкоматом. С мая 1942 года участвовал в боях с захватчиками. Был дважды ранен. К осени 1943 года воевал сапёром 246-го гвардейского стрелкового полка 82-й гвардейской стрелковой дивизии. С этой частью прошёл до Победы.
В ноябре 1943 года в бою за деревню Васильевка шёл впереди пехоты, очищая путь от мин. При переходе противника в контратаку под огнём противника выставил несколько мин, преграждая ему путь. Награждён медалью «За отвагу».
С августа 1944 года дивизия вела бои на Магнушевском плацдарме.
19 – 20 августа 1944 года в боях на плацдарме в районе населённого пункта Маниохи на танкоопасном направлении под огнём противника установил 145 мин, причём большинство из них днём.
Приказом по частям 82-й гвардейской стрелковой дивизии от 29 августа 1944 года (№71/н) гвардии красноармеец Петров Василий Александрович награждён орденом Славы 3-й степени.
16 декабря 1944 года юго-восточнее города Варка (Польша) гвардии младший сержант Петров обеспечивал проход разведывательной группы для захвата контрольного пленного. На рассвете с напарником выдвинулся к переднему краю обороны противника, проделал проходы в трёх рядах проволочных заграждений, обезвредил 20 противотанковых мин. При отходе группы с пленным быстро под огнём противника заминировал проходы к нашим позициям.
Приказом по войскам 8-й гвардейской армии от 12 января 1945 года (№ 451/н) гвардии младший сержант Петров Василий Александрович награждён орденом Славы 2-й степени.
В ночь на 15 января 1945 года, накануне наступления южнее Варшавы в районе населённых пунктов Косны, Загробы и Пипске Буды, в непосредственной близости от противника, действуя в составе отделения, гвардии младший сержант Петров лично обезвредил 142 противотанковые и 83 противопехотные мины. В момент подхода нашей пехоты к траншеям противника под огнём противника в первой линии обороны проделал 4 прохода в проволочном заграждении, благодаря чему наша пехота и танки беспрепятственно прошли через передний край. 15 января в ходе развития наступления, также находясь в боевых порядках пехоты, Петров продолжал проделывать проходы в проволочных заграждениях и обезвреживать мины. Представлен к награждению орденом Славы 1-й степени.
Указом Президиума Верховного Совета СССР от 6 апреля 1945 года гвардии младший сержант Петров Василий Александрович награждён орденом Славы 1-й степени. Стал полным кавалером ордена Славы.
На завершающем этапе войны участвовал в Берлинской операции. На всём протяжении боёв за город Берлин младший сержант Петров со своим отделением шёл вместе с пехотой, расчищая путь от различных препятствий. Сталкиваясь с минными полями группа Петрова быстро их ликвидировала. 23 апреля он быстро организовал лодочную переправу через реку Шпрее, чем способствовал стремительному занятию плацдарма. Награждён орденом Отечественной войны 2-й степени.
В декабре 1946 года старшина Петров был демобилизован. Вернулся на родину. Работал в колхозе, с 1951 — маляром городского ремонтно-строительного управления в городе Старица. Член КПСС с 1953.
Жил в городе Старица. Скончался 12 апреля 1991 года. Похоронен на городском кладбище города Старица.

## Награды
- Орден Отечественной войны I степени (11.03.1985)[3]
- Орден Отечественной войны II степени (18.05.1945)[4]
- Полный кавалер ордена Славы:
  - орден Славы I степени (06.04.1945)[5];
  - орден Славы II степени (12.01.1945)[6];
  - орден Славы III степени (29.08.1944)[7];

- медали, в том числе:
  - «За отвагу» (05.11.1943)[8]
  - «В ознаменование 100-летия со дня рождения Владимира Ильича Ленина» (6 апреля 1970)
  - «За победу над Германией» (9 мая 1945[9])[10]
  - «За взятие Берлина» (9.6.1945)[11]
  - «20 лет Победы в Великой Отечественной войне 1941—1945 гг.» (7 мая 1965[12])
  - «30 лет Победы в Великой Отечественной войне 1941—1945 гг.»[13]
  - 40 лет Победы в Великой Отечественной войне 1941—1945 гг.[14]
  - «30 лет Советской Армии и Флота»[15]
  - «40 лет Вооружённых Сил СССР»[16]
  - «50 лет Вооружённых Сил СССР» (26 декабря 1967[17])
- Знак «25 лет победы в Великой Отечественной войне» (1970)

## Память
- На могиле установлен надгробный памятник
- Его имя увековечено в Главном Храме Вооружённых сил России, и навсегда запечатлено на мемориале «Дорога памяти»